# Người Nga tại Ukraina
Người Nga tại Ukraina (tiếng Ukraina: Росіяни в Україні, Rosiyany v Ukrayini; tiếng Nga: Русские на Украине, Russkiye na Ukrainye) là dân tộc thiểu số lớn nhất trong cả nước, cộng đồng này tạo thành một diaspora lớn nhất trên thế giới. Trong Điều tra dân số Ukraina năm 2001, 8.334.100 được xác định là dân tộc người Nga (17,3% dân số của Ukraina), đây là con số kết hợp cho những người có nguồn gốc từ bên ngoài Ukraina và dân số Ukraina sinh ra tuyên bố dân tộc Nga.

## Địa lý

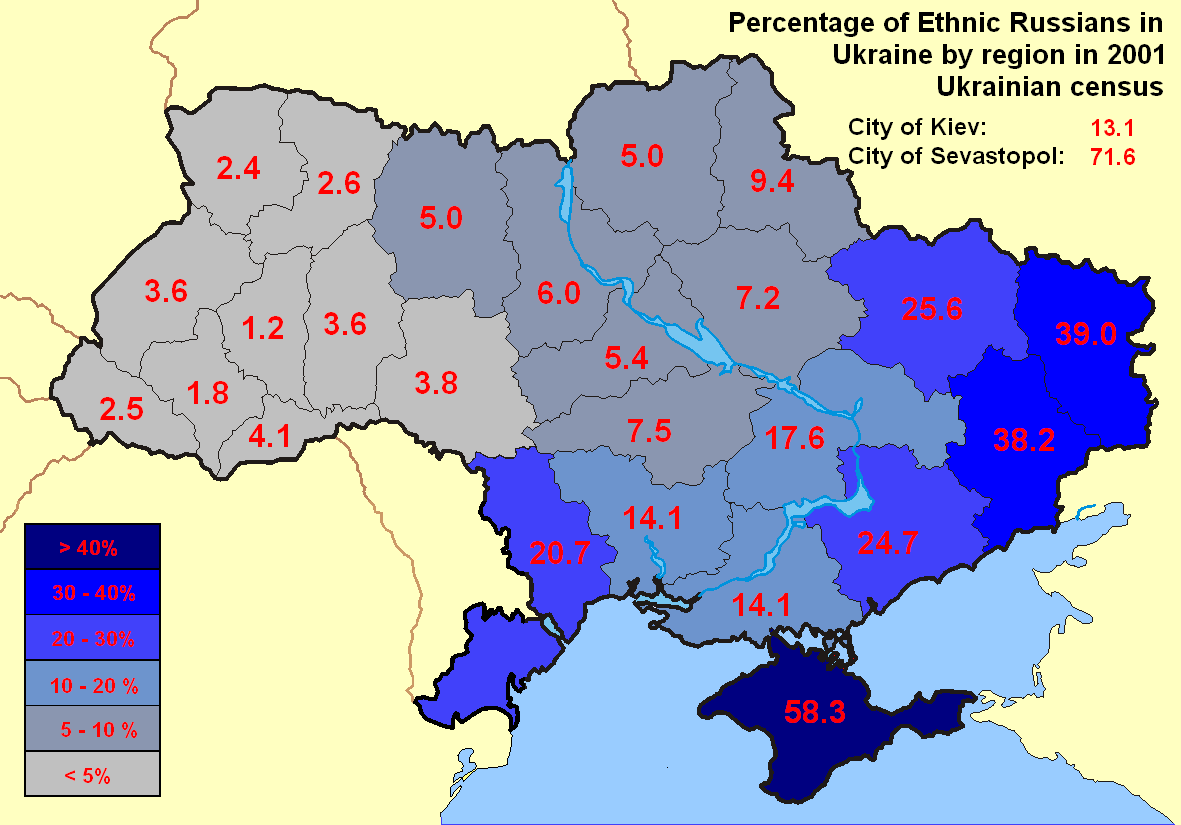
Người Nga tại Ukraina phân bố vào năm 2001.

Trong lịch sử, hầu hết tất cả người Nga sống ở phía đông nam và phía đông Ukraina, nơi trước đây họ đã thành lập Novorossya (Tân Nga). Tỷ lệ người Nga tại Ukraina có xu hướng tăng về phía nam và miền đông Ukraina.

## Dân số
Theo một khảo sát năm 2001, người Nga tại Ukraina là nhóm dân tộc lớn nhất ở Sevastopol (71,7%) và Cộng hòa tự trị Krym (58%), và ở một số thành phố và khu vực(Donetsk (48,2%) và Makiyivka (50,8%) ở Donetsk, Ternivka (52,9%) ở Dnipropetrovsk, Krasnodon (63,3%) và Sverdlovsk (58,7%) và Krasnodonskyi raion (51,7%) and Stanychno-Luhanskyi (61,1%) raion ở Luhansk Oblast, Reni (70,54%) và Izmail (43,7%) ở Odessa, Putyvl Raion (51,6%) ở Sumy.

## Văn hóa
Ở Ukraina, tiếng Nga là ngôn ngữ thiểu số quan trọng nhất. Đây là ngôn ngữ được nói nhiều nhất trong Bán đảo Krym và Donbas và là ngôn ngữ đầu tiên được nói ở miền đông và miền nam Ukraina, so với ngôn ngữ thứ hai ở Kiev.